# تمدن بالدیبیا

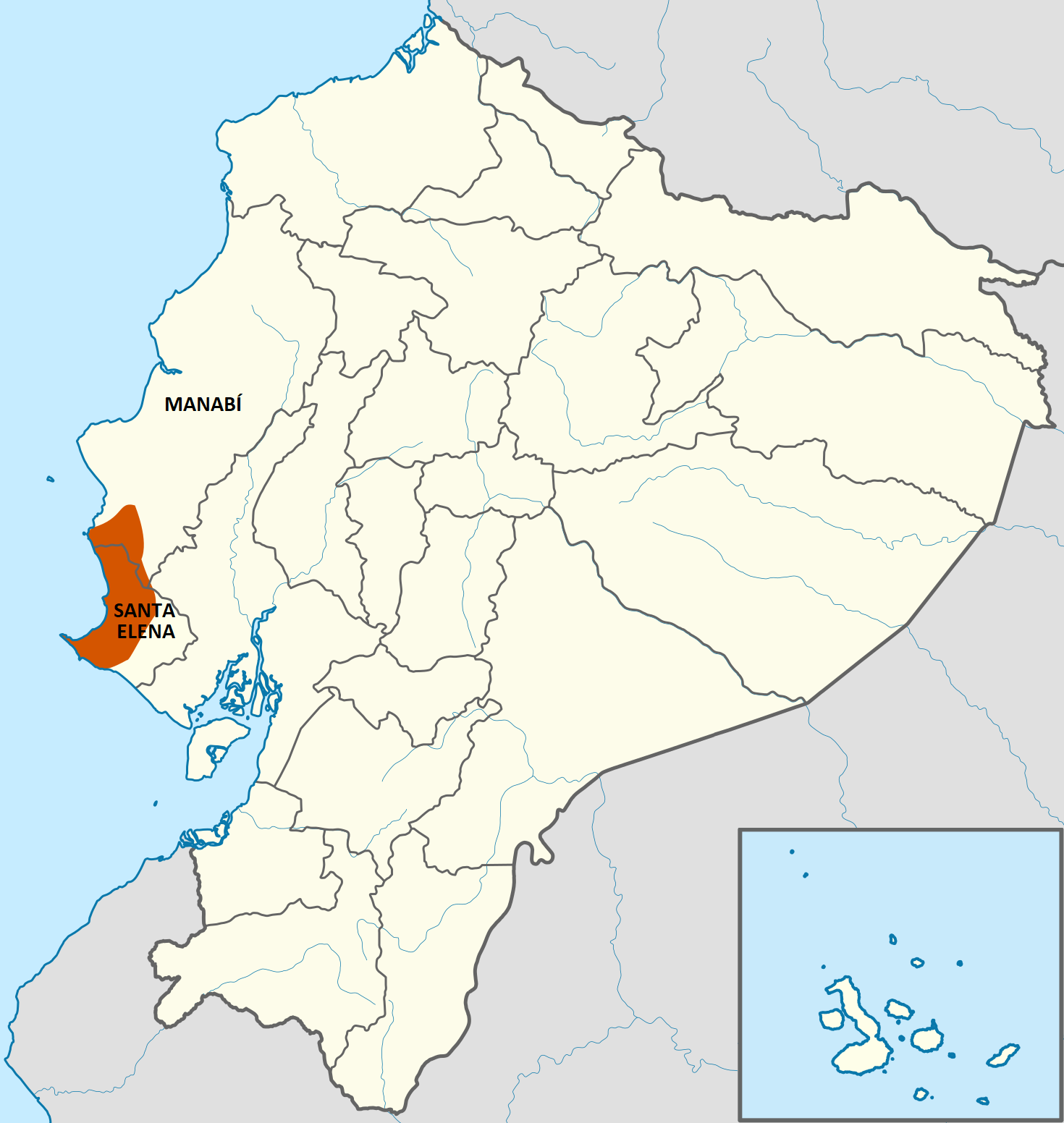
نقشه تمدن باستانی بالدیبیا

تمدن بالدیبیا یکی از قدیمی‌ترین تمدن‌ها و فرهنگ‌های ثبت شده در آمریکای باستان است که در مرزهای کنونی کشور اکوادور واقع بوده‌است. زمان ایجاد و پدیداری این فرهنگ به ۳۵۰۰ تا ۱۸۰۰ بازمی‌گردد. این فرهنگ از فرهنگ باستانی لاس وگاس سرچشمه می‌گیرد.